# つくばみらい市立小張小学校
つくばみらい市立小張小学校（つくばみらいしりつ おばりしょうがっこう）は、茨城県つくばみらい市小張に所在する市立小学校。

## 沿革
- 1873年 - 善空寺と高雲寺を仮校舎とする
- 1883年 - 第16番小学校区小張小学校と命名される
- 1886年 - 第2番小張尋常小学校に改称
- 1910年 - 現在地に新しくたてられる
- 1914年 - 小張農業補習学校を付設
- 1947年 - 小張村立小張小学校に改称
- 1954年 - 伊奈村立小張小学校に改称
- 1955年 - 校庭が広くなり、校舎を新しくする
- 1961年 - 校旗と校歌の制定
- 1977年 - 体育館ができる
- 1980年 - 校舎が新しくなる
- 1984年 - 100周年記念式典が行われる
- 1988年 - プールができる
- 1989年 - 校庭東側樹木植栽
- 1991年 - 愛鳥モデル校指定
- 1993年 - 郡教研指定研究発表会、全日本学校関係緑化コンクール入選
- 1998年 - 花と緑の環境美化コンクール優秀賞
- 2000年 - 郡教研指定発表会（生活科・理科）
- 2004年 - 体育館耐震工事
- 2006年 - つくばみらい市立小張小学校に改称
- 2007年 - 市教育研究会指定発表会（国語）
- 2020年4月1日 - 2学期制となる[1]

## 教育目標
- 自ら考え、思いやりを持って、ねばり強く活動できる子どもを育てる[要出典]

## 通学区域

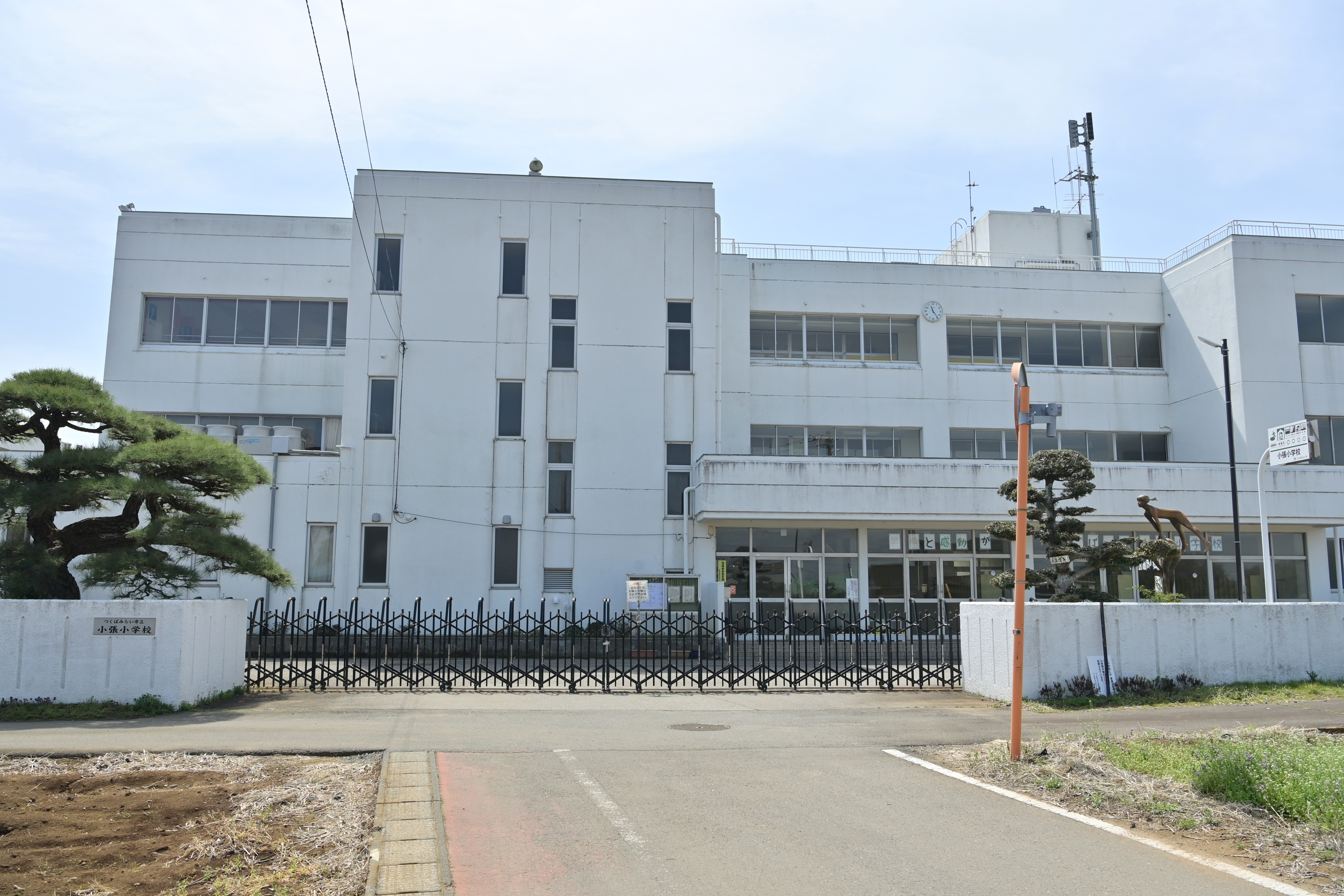
正門前

- 小張、谷口、奉社、市野深、新戸、小島新田、善助新田

## 進学先中学校
- つくばみらい市立伊奈中学校